# سيزار هينريكز
سيزار هينريكز (بالإسبانية: César Henríquez)‏ هو لاعب كرة قدم ومدرب كرة قدم تشيلي، ولد في 1 نوفمبر 1985 في سانتياغو في تشيلي. شارك مع منتخب تشيلي تحت 20 سنة لكرة القدم. أما مع النوادي، فقد لعب مع أمريكا دي كالي ونادي أونيفرسيداد دي تشيلي ونادي أوهيجينس ونادي بالستينو.